# Ann-Sophie Barwich
Ann-Sophie Barwich é uma cientista cognitiva, filósofa empírica e historiadora da ciência. Ela é professora assistente com cargos conjuntos no programa de ciências cognitivas  e no departamento de história e filosofia da ciência  na Universidade de Indiana. Barwich é mais conhecida por seu trabalho interdisciplinar sobre história, filosofia e neurociência do olfato. Seu livro, Smellosophy: What the Nose tells the Mind, destaca a importância de pensar sobre o sentido do olfato como um modelo para a neurociência e os sentidos. Ela também é conhecida por suas análises sobre questões metodológicas em biologia molecular e neurociência.

## Biografia
Ann-Sophie Barwich, originalmente de Weimar, na Alemanha Oriental, recebeu seu Magister Artium (MA) em Estudos de Literatura Alemã e Filosofia em 2009 na Universidade Humboldt de Berlim com sua tese sobre causalidade em Leibniz e sua relevância para teorias de classificação biológicas. Ela recebeu seu doutorado em filosofia em 2013 no Centro para o Estudo das Ciências da Vida da Universidade de Exeter com os orientadores John Dupré e Michael Hauskeller, adotando uma abordagem da filosofia da ciência para a teoria do olfato em sua dissertação. Barwich realizou uma bolsa de pós-doutorado no Instituto Konrad Lorenz para Pesquisa em Evolução e Cognição antes de receber a prestigiosa bolsa Presidential Scholar in Society and Neuroscience no Center for Science and Society da Universidade Columbia. No centro, trabalhou no laboratório de neurociências de Stuart Firestein no projeto “Do Ar ao Cérebro: Rotinas Laboratoriais no Olfato”.

## Pesquisas sobre o olfato
A pesquisa de Barwich concentra-se nos sentidos químicos, tendo o olfato como principal alvo de estudo. A sua abordagem aplica ideias filosóficas à investigação empírica para informar teorias e métodos sobre como a percepção e a cognição devem ser modeladas no cérebro. Isso combina análises históricas e filosóficas com métodos sociológicos qualitativos que incluem entrevistas com especialistas em neurociência, psicologia, química e indústria de perfumaria. Um excelente exemplo é a pesquisa incluída no livro Smellosophy, no qual ela entrevistou vários neurocientistas como Linda Buck, Stuart Firestein, filósofos incluindo Barry C. Smith, a enóloga Allison Tauziet, os perfumistas Harry Fremont e Christophe Laudamiel, químicos sensoriais. como Ann C. Noble, Avery Gilbert, além de zoólogos e biofísicos.
Suas publicações estão agrupadas em torno de duas áreas: (1) as dimensões perceptivas e culturais do cheiro e sua ligação com a cognição, que traz análises teóricas para a exploração empírica de três aspectos do odor: sua natureza afetiva, sua estrutura fenomenológica e suas influências intermodais com os outros sentidos, e (2) o papel da especialização científica na neurociência baseada em laboratório, concentrando-se em como os avanços atuais no olfato podem contribuir para os fundamentos conceituais da neurociência. Ao acompanhar o surgimento, o sucesso e o declínio das rotinas laboratoriais padrão, a sua investigação investiga os padrões cognitivos e comportamentais que influenciam a tomada de decisões científicas. Barwich também é notável na filosofia da neurociência  e na filosofia da biologia molecular por seu trabalho no estudo histórico e filosófico dos receptores acoplados à proteína G (GPCRs).

## Prêmios
- Bolsa Presidencial em Sociedade e Neurociências no Centro de Ciência e Sociedade da Universidade de Columbia.[16]

## Participação nos veículos de imprensa
Seu trabalho, especialmente seu livro, foi destaque pela revista científica Science e por veículos nacionais, no qual incluem The New York Times, The Wall Street Journal, Harpers, The Spectator, e The Times Literary Supplement. A obra Smellosophy também foi destacada pelo The Daily Telegraph como um dos “melhores livros de vinhos para comprar no Natal”.
A revista para familiares Fatherly cobriu seu trabalho em artigos sobre o olfato das crianças, o odor corporal dos pré-adolescentes, e desmascarando o mito de que os humanos têm um olfato deficiente. Ela foi entrevistada pelo jornal italiano La Repubblica, pelo programa All in the Mind de Lynne Malcolm na ABC Radio National, e pelo programa Nine to Noon da Rádio Nova Zelândia com Kathryn Ryan. Barwich também foi convidada para aparecer no game show Tell Me Something I Don't Know na Freakonomics Radio.

### Podcasts
- The New Books Network[29]
- The Super Awesome Science Show[30]
- The SCI PHI Podcast[31]
- Mindscape de Sean M. Carroll[32]
- The Dissenter[33]
- NOUS[34]

## Publicações em colunas públicas
Barwich é atualmente redatora da coluna "Molecules to Mind: The sense of smell as a window into mind and brain" em Psychology Today. Ela também escreveu sobre treinamento de olfato e degustação de vinhos para a revista NEO.LIFE; sobre a filosofia e ciência do olfato para Aeon e Nautilus Quarterly; além da importância do olfato para a filosofia na The Philosophers' Magazine. Durante a pandemia de COVID-19, ela escreveu para StatNews sobre a perda de olfato relacionada ao COVID-19 e o que isso significa para nossa compreensão da mente. De Standaard retomou o trabalho de Barwich para abordar um dos principais sintomas da COVID-19: a perda de olfato e paladar. Centrando-se no caso de Mary Hesse, ela também escreveu para a Aeon sobre o apagamento das mulheres filósofas da memória coletiva.

## Obras publicadas
- Barwich, Ann-Sophie (2020). Smellosophy: What the Nose tells the Mind (em inglês). [S.l.]: Harvard University Press. ISBN 9780674983694
- Barwich, Ann-Sophie (2020). «What makes a discovery successful? The story of Linda Buck and the olfactory receptors» (PDF). Cell (em inglês). 181 (4): 749–753. PMID 32413294. doi:10.1016/j.cell.2020.04.040
- Barwich, Ann-Sophie (2019). «The value of failure in science: The story of grandmother cells in neuroscience». Frontiers in Neuroscience (em inglês). 13 (1121): 1121. PMC 6822296. PMID 31708726. doi:10.3389/fnins.2019.01121
- Barwich, Ann-Sophie (2018). «Measuring the World: Olfaction as a Process Model of Perception». Everything flows: Towards a processual philosophy of biology (em inglês). [S.l.]: Oxford University Press. ISBN 9780198779636
- Barwich, Ann-Sophie; Karim, Baschir (2017). «The Manipulability of What? The History of G–Protein Coupled Receptors». Biology and Philosophy (em inglês). 32 (6): 1317–1339. doi:10.1007/s10539-017-9608-9
- Barwich, Ann-Sophie (2016). «What is so special about smell? Olfaction as a model system in neurobiology». Postgraduate Medical Journal (em inglês). 92 (1083): 27–33. PMID 26534994. doi:10.1136/postgradmedj-2015-133249
- Barwich, Ann-Sophie; Chang, Hasok (2015). «Sensory measurements: coordination and standardization». Biological Theory (em inglês). 10 (3): 200–211. doi:10.1007/s13752-015-0222-2
- Barwich, Ann-Sophie (2014). «A sense so rare: Measuring olfactory experiences and making a case for a process perspective on sensory perception». Biological Theory (em inglês). 9 (3): 258–268. doi:10.1007/s13752-014-0165-z